# Van Mijenfjorden
Van Mijenfjorden est, avec 83 kilomètres, le troisième plus long fjord de l'archipel norvégien du Svalbard. Il se trouve dans la partie sud de l'île Spitzberg, au sud de la Terre de Nordenskiöld et au nord de la Terre de Nathorst et est séparé du Bellsund par l'île d'Akseløya et Mariaholme. La colonie de Sveagruva se trouve sur la rive nord du fjord.
Le fjord porte le nom du baleinier et explorateur néerlandais Willem Cornelisz. van Muyden, qui a participé au commerce en 1612 et 1613. Van Mijenfjorden (une conversion évidente du nom de Van Muyden) s'appelait à l'origine Lowe Sound, tandis que la petite anse au nord de l'île Axel (à l'embouchure du fjord) s'appelait Van Muyden's Haven. Ce dernier nom a été déplacé de son emplacement exact par Giles et Rep (vers 1710) et a "flotté" là où les cartographes modernes le placent maintenant à tort .